# سد عتود
سد عتود ويقع في خميس مشيط التابعة لمنطقة عسير  بالمملكة العربية السعودية. 

## الموقع
يقع السد في الجنوب الغربي خميس مشيط التابعة لمنطقة عسير ويستقبل سيول الشعف (شعف شهران وتمنية والمسقي والواديين) وادي عتود بوادي بيشة المشهور وعلي ارتفاع 1850 م تقريبا من سطح البحر بين خطي طول 42-43 وخطي عرض 18-18.

والذي نعنيه هو الذي يجتمع بصنوه وادي بيشة في مدينة الخميس ويقوم عليه سد وادي عتود في الجنوب الغربي لمدينة خميس مشيط ويستقبل سيول الشعف «شعف شهران وتمنية والمسقي والواديين» ثم يتجه شمالا بعد اجتماعه ب وادي بيشة الذي احتفظ بالاسم بعد سلبه اسم وادي عتود وكذلك الحال في سائر الأودية التي يستقبلها وادي بيشة فتتلاشى أسماؤها بمجرد التقائها بوادي بيشة ثم يلتقي بعد ذلك بوادي ايتارة ثم وادي حجلا في موضع يسمى الخنقة ويستمر في اتجاه الشمال حتى يصب فيه وادي أبها المنحدر من الغرب أما الشرق فوادي ثنية كذلك وهذان الواديان تنحدر فيهما سيول جبل عسير وهكذا يواصل الوادي انحداره حتى يلتقي بوادي الجنفور المعروف بكثرة فواكه الرمان وغيرها ومن هنا يغير اتجاهه فيعود إلى الشرق مارا بالموضع المسمى المقطاع حتى يلتقي بوادي تندحة الشهير وبعد مروره بوادي بن هشبل يتجه إلى الشمال مسافة تقارب 200كم أو تزيد حتى يصب فيه سد وادي بيشة سد الملك فهد مستقبلا سيول سلسلة جبال السروات التي تقطنها قبائل بني عمر وبني شهر وبالاسمر «بني الأسمر» وبالأحمر «بني الأحمر» وعسير وشهران وبعض أودية قحطان هذا هو وادي بيشة الذي يخترق مدينة خميس مشيط ويسلب أسماء الأودية التي تجتمع به ليحتفظ بالاسم في وادي بيشة الكبير.

## نبذة عن سد عتود
وادي عتود بوادي بيشة المشهور وعلي ارتفاع 2080م تقريبا من سطح البحر بين خطي طول 42-43 وخطي عرض 18-18 وادي عتوداهمية كبيرة اهلتها لذلك، ولهذا كان العديد من المحاصيل الزراعية في المدينة. ففي السابق اهتموا بزراعة القمح والشعير والذرة لما لها من اهمية في حياتهم المعيشية، واما الآن فلقد اهتموا بزراعة الفواكة مثل الرمان والعنب والمشمش والخوخ والسفرجل. ظهر اهتمام الاهالي بالزراعة منذ زمن بعيد فقد قاموا بصناعة بعض الادوات البسيطة لجني الحبوب وتخزينها كما اوجدوا بعض الادوات التي استخدمت في الري والزراعة والحراثة. 